# Edu Albácar
José Eduardo Albacar Gallego (Sant Jaume d'Enveja, Tarragona, España, 16 de noviembre de 1979), más conocido como Edu Albacar, es un exfutbolista español. Se desempeñaba como lateral izquierdo. Se retiró por lesión grave en la rodilla a mediados de temporada 2017-18.

## Trayectoria

### Juvenil
Se formó como jugador en la cantera del club de su localidad natal, la Unió Esportiva Sant Jaume d'Enveija. Comenzó en la temporada 1987/88 en categoría benjamín hasta su primer año como juvenil en la 1995/96. Posteriormente en la 1996/97 pasó a la Escola de Fútbol Dertusa de la ciudad de Tortosa y finalmente en la 1997/98, el histórico club de Tarragona, el Nàstic, lo fichó en su último año de juvenil.

### Inicios
Tras concluir su etapa como jugador canterano, firma su primer contrato con el CF La Sénia de la Preferente catalana por 350.000 pesetas mensuales. Es en su segunda temporada en el CF La Sénia cuando despunta y logra 13 goles en la liga regular, lo que le avala para fichar por el CD Tortosa de la Tercera División (2000/01). Es en uno de los partidos con el CD Tortosa en Barcelona, cuando un ojeador del RCD Espanyol se interesó por Albacar.

### RCD Espanyol
Con 21 años fichó por el RCD Espanyol de la Segunda División B con un contrato de 2 años de duración. La primera temporada como espanyolista no jugó mucho debido a una lesión que le apartó de los terrenos de juego los 3 primeros meses. En su segunda temporada, tuvo otra lesión, pero pudo jugar toda la segunda vuelta de la liga, disputando la liguilla de ascenso a Segunda División contra el UD Almería, Pontevedra CF y Real Madrid B, que finalmente ascendió la UD Almería. En esa temporada tuvo entre compañeros a Bruno Saltor, Jarque, Gorka Iraizoz, Corominas, Carlos García o Crusat.

### Novelda CF
Tras no renovar en el filial del Espanyol tuvo ofertas del CE Sabadell, UE Figueres y Novelda CF, y finalmente fichó por el equipo alicantino. Completó una buena temporada 2003/04 logrando el conjunto noveldense la permanencia solventemente en Segunda B. En el Novelda CF le entrenó Javi López, técnico del que guarda un gran recuerdo y supo exprimirle su mejor juego.

### Alicante CF
Con el Alicante CF realizó 2 grandes temporadas. En la 2003/04 se proclamó campeón del Grupo III de Segunda B no consiguiendo la culminación en la liguilla de ascenso, y en la 2004/05 el equipo quedó 3º sólo perdiendo tres partidos y logró 6 goles, nuevamente en la promoción de ascenso se volvió a fallar.

### Hércules CF
En julio de 2006 se incorporó al eterno rival del Alicante, el Hércules C.F. en la Segunda División de España, y apareció en su primer partido dentro de LaLiga el 27 de agosto, en una derrota en casa por 0-1 contra el Málaga C.F.. Sus dos años en el Hércules se basaron en su irregularidad en el plano personal. En el colectivo, durante la primera temporada se salvaron con muchos apuros, y en la segunda se peleó por el ascenso. 

### Deportivo Alavés
Llega al Deportivo Alavés de la mano del nuevo secretario técnico, ficha el 30 de junio y el 1 de julio fue presentado. Firma por dos temporadas en Vitoria.

### Rayo Vallecano
Un año después fichó por el Rayo Vallecano de Madrid, con el que tenía altas expectativas de alcanzar el ascenso. Sin embargo, el equipo luchó más por no descender. Sin embargo en lo individual su temporada fue buena, jugando 30 partidos y anotando 2 goles.

### Elche CF
En su etapa con el Elche CF, el jugador ha ido de menos a más. En la temporada 2010/2011 marcó dos goles de falta en la semifinal de playoff contra el Real Valladolid, que permitieron a su equipo jugar la final contra el Granada CF.
En la temporada 2012/2013 consiguió el deseado ascenso con el Elche CF, esta temporada fue hasta ahora la mejor de su carrera; al conseguir ser el 2º máximo asistente (9 asistencias) y el 2º máximo goleador del equipo (8 goles). Suyo fue el último gol antes de conseguir el ascenso en el partido Elche - Barcelona B, que permitió que el Elche fuera equipo de 1ª división una semana después sin jugar, pasando a la historia con el Elche de los récords.
Su debut con el Elche C. F. se produce en la segunda jornada de la liga, el 24 de agosto de 2014, ante la Real Sociedad (1:1). Seis días después anotó su primer gol en un empate a 2 ante la U.D. Almería. A su vez esa temporada tan solo pudo jugar 18 partidos debido a una lesión en los que anotó 3 goles. Además el Elche logró salvarse sin muchas dificultades.
El 11 de agosto de 2016 vuelve a la práctica del fútbol en el Elche CF tras un año retirado como secretario técnico.
A mediados de temporada sufrió una grave lesión en los ligamentos de la rodilla,y tomó la decisión de retirarse en plena temporada. 

## Personal
- Procede de una familia de futbolistas. Su padre fue jugador de fútbol y entrenador. Su hermano Carlos Albacar es jugador en categorías regionales de Cataluña, y ha jugado últimamente en los equipos de CD La Cava[5] y UE Aldeana[6]
- El CD Tortosa consiguió un amistoso contra el RCD Espanyol tras dejar fichar a Edu Albacar por el conjunto espanyolista.[7]

## Clubes
| Club                     | País   | Temporada |
| ------------------------ | ------ | --------- |
| CF La Sénia              | España | 1998-00   |
| CD Tortosa               | España | 2000-01   |
| RCD Espanyol B           | España | 2001-03   |
| Novelda CF               | España | 2003-04   |
| Alicante CF              | España | 2004-06   |
| Hércules CF              | España | 2006-08   |
| Deportivo Alavés         | España | 2008-09   |
| Rayo Vallecano de Madrid | España | 2009-10   |
| Elche C. F.              | España | 2010-18   |